# Kenki Imaizumi
Kenki Imaizumi (japanisch 今泉 堅貴 Imaizumi Kenki; * 26. September 2001) ist ein japanischer Sprinter, der sich auf den 400-Meter-Lauf spezialisiert hat.

## Sportliche Laufbahn
Erste internationale Erfahrungen sammelte Kenki Imaizumi im Jahr 2023, als er bei den Asienmeisterschaften in Bangkok mit der japanischen Mixed-Staffel über 4-mal 400 Meter in 3:15,71 min gemeinsam mit Haruna Kuboyama, Fuga Sato und Nanako Matsumoto die Bronzemedaille hinter den Teams aus Indien und Sri Lanka gewann. Anschließend belegte er bei den World University Games in Chengdu in 47,18 s den achten Platz im 400-Meter-Lauf.

## Persönliche Bestzeiten
- 400 Meter: 45,54 s, 4. Juni 2023 in Osaka